# Candiles (Querétaro)
Candiles es una localidad del municipio de Corregidora, ubicada en El Pueblito en el estado de Querétaro, México.

## Geografía
Limita al norte con la localidad de Venceremos, al sur con las localidades de Colonia Ecológica, Misión Mariana y Los Olvera, esta última también limitando al suroeste, al sureste colinda con la ya mencionada Misión Mariana, al este y noreste limita con el municipio de Querétaro y Venceremos, al oeste limita con El Pueblito, y al noroeste limita con San José de los Olvera.

## Clima
El clima es totalmente templado subhúmedo.

## Demografía
Según los datos del Instituto Nacional de Estadística y Geografía, en 2005 tenía una población de 13 217, de los cuales 6317 eran hombres y 6844 eran mujeres.
| Gráfica de evolución demográfica de Candiles entre 1995 y 2005 |
|                                                                |
| Instituto Nacional de Estadística y Geografía                  |

## Colonias
Candiles tiene 5 colonias:
•Bernardo Quintana
•Colinas del Sol
•Misión de San Carlos
•Misión de Santa Sofía
•Lomas del Mirador